# La noche de las dos lunas
La noche de las dos lunas és una pel·lícula dramàtica veneçolana del 2019 coescrita i dirigida per Miguel Ferrari, el seu segon llargmetratge sis anys després d' Azul y no tan rosa.

## Sinopsi
Al tercer mes d'embaràs, Federica descobreix que el bebè que està esperant no té el seu ADN. Acudeix a la clínica on es va realitzar el tractament de fecundació in vitro i aquests reconeixen haver comès un error intercanviant el seu embrió amb el d'una altra parella. La clínica identifica la dona a qui li van implantar el seu embrió, però aquesta ha tingut un avortament. Federica decideix continuar amb el seu embaràs i quedar-se amb el bebè, però els pares biològics emprendran una batalla per a recuperar-lo.

## Repartiment
- Prakriti Maduro	...	Federica Marín
- Mariaca Semprún	...	Fabiola / wife
- Luis Gerónimo Abreu	...	Alonso / husband
- María Barranco	...	Eva
- Albi De Abreu	...	Ubaldo Garrido
- Juan Jesús Valverde	...	Vázquez
- María Cristina Lozada	...	Corina

## Producció
El director utilitza els colors o la composició dels plans, per a descriure l'estat mental dels seus personatges (margarides blanques en una got blau front les mateixes flors blaves de les dues mares…) o empra els seus cossos d'una manera expressiva, i sempre de manera original, femenins o masculins, exposats com una ofrena, generosos o retrets (a la gatzoneta), desdibuixats (el vapor a la dutxa davant la transparència de la piscina) fins a arribar al moment del naixement del bebè.

## Premis i nominacions
Fou estrenada al Festival Internacional de Cinema de Mont-real de 2018, on fou nominada al Grand Prix des Amériques a la millor pel·lícula, després passà al Festival de Màlaga i va guanyar el premi a la millor fotografia al Festival de Cine Venezolano. Fou nominada al Goya a la millor cançó original.